# On Time RTOS-32
On Time RTOS-32 (32 Bit) war ein Echtzeitbetriebssystem mit Win32-kompatibler Programmierschnittstelle (API) für x86-kompatible Computer beziehungsweise eingebettete Systeme.
On Time RTOS-32 ist laufzeitlizenzkostenfrei und besteht aus den sechs Bibliotheksmodulen Kern, Scheduler, Datei-System, TCP/IP-Stack, Graphical User Interface und USB Host Stack, welche alle im Microsoft LIB-Dateiformat realisiert sind. On Time RTOS-32 kann sowohl auf Systemen mit oder ohne BIOS eingesetzt werden und betreibt den Prozessor im 32-Bit Protected Mode unter Verwendung der Memory Management Unit (MMU). Diese wird so initialisiert, dass hardwarenahe Programmierung auch auf Applikationsebene möglich ist. Spezielle Gerätetreiber hierfür sind nicht erforderlich.
Als Entwicklungswerkzeuge können unter anderem Microsoft Visual C/C++ und Borland Delphi verwendet werden, wobei bei diesen der integrierte Debugger benutzt werden kann, um Programme auf dem Zielsystem zu debuggen.

## Verbreitung/Anwendungsgebiete
On Time RTOS-32 kommt als Präemptives Multitasking Betriebssystem für schnelle Steuerungs- und Regelungssysteme zum Beispiel für Drehzahlregler von Dampfturbinen, in Motorsteuerungen von Orbitalschweißköpfen, in EN-50155 tauglichen Fahrzeugrechnern (Bahnfahrzeuge), oder in Datenerfassungs- und Steuerungssystemen in der Prüftechnik zum Einsatz.

## Geschichte
On Time RTOS-32 wurde 1996 von der Firma On Time Informatik auf den Markt gebracht, 2023 wurde die Entwicklung eingestellt.